# Provençaalse grasmus
De Provençaalse grasmus (Curruca undata synoniem: Sylvia undata) is een zangvogel uit de familie Sylviidae (grasmussen). De vogel werd beschreven door John Latham maar door Pieter Boddaert volgens de nomenclatuurregels gepubliceerd als Motacilla undata.

## Kenmerken
Deze grasmus is 12 tot 13 cm lang, iets kleiner dan de (gewone) grasmus. Opvallend aan deze grasmus is zijn houding, hij houdt de staart vaak recht omhoog. Van boven is de Provençaalse grasmus vrij donker, op de borst is hij donker wijnrood met onder de snavel, op de keelveren witte vlekjes. Ook heeft de vogel een opvallend rode oogring.

## Verspreiding en leefgebied
De Provençaalse grasmus komt het gehele jaar voor langs de Franse kust, op het Iberisch Schiereiland, op Malta en in Italië, Marokko, Algerije en Tunesië. Verder in het zuiden van Engeland waar hij Dartford Warbler wordt genoemd, naar een streek in Kent.
De soort telt drie ondersoorten:
- C. u. dartfordiensis (Atlantische Provençaalse grasmus) : zuidelijk Engeland, westelijk Frankrijk en noordwestelijk Spanje.
- C. u. undata: het Iberisch Schiereiland, zuidelijk Frankrijk en Italië.
- C. u. toni: noordwestelijk Afrika.

Het leefgebied bestaat uit heide afgewisseld met struikgewas langs kusten of in heuvelland, ook wel in bosgebied afgewisseld met gaspeldoorn.

### Voorkomen in Nederland
In Nederland is de Provençaalse grasmus een zeer zeldzame dwaalgast. Van 1950 tot en met 2020 waren er veertien waarnemingen, de helft daarvan sinds 2013.

## Status
Het kerngebied in Europa ligt in Spanje en daar gaat deze grasmus in aantal achteruit. In Engeland echter breidt de soort zich naar het noorden uit en wordt het aantal territoria geschat op meer dan 3000. Omdat het netto resultaat toch een achteruitgang is, staat de Provençaalse grasmus op de Rode Lijst van de IUCN als gevoelig vermeld.

## Afbeeldingen

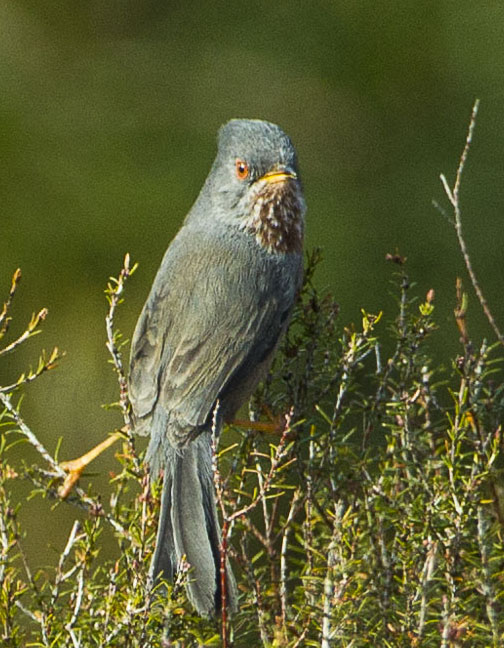
Mannetje
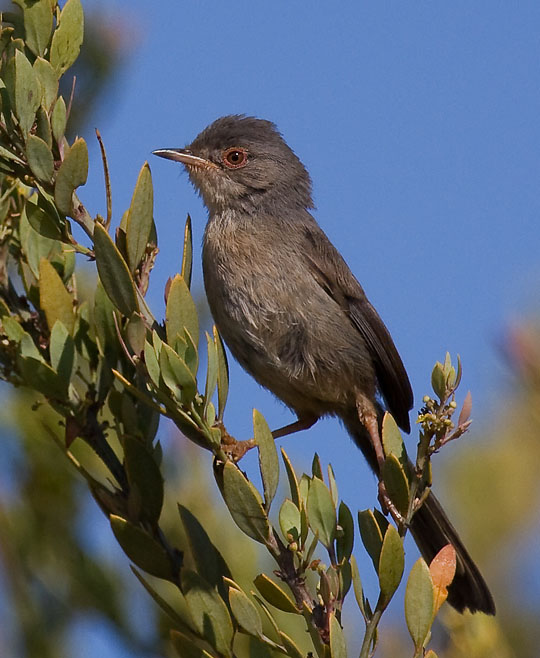
Vrouwtje